# Литра
Литра (греч. λίτρα «фунт») — древняя единица веса и монета.

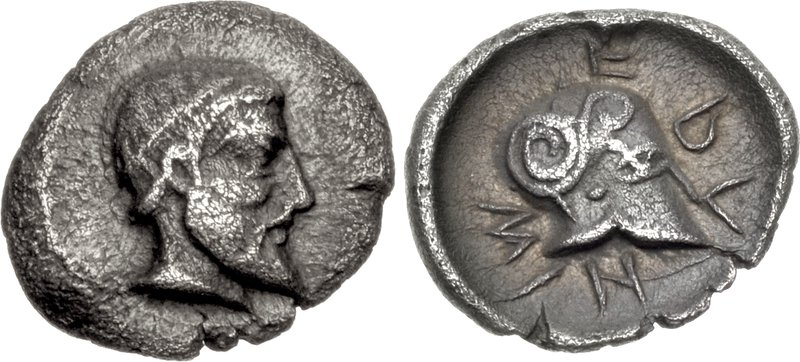
Сицилийская литра, ок. 430 до н. э.

## Сицилийская литра
Литра — маленькая серебряная монета в Сицилии и других древнегреческих колониях (ср. обол). Чеканилась с IV века до н. э. Фракции монеты:
- 1/2 (гемилитрон), на монете обозначалась шестью большими точками;
- 1/3 (тетрас), четыре большие точки;
- 1/6 (гексас), две большие точки;
- 1/12 (онкия, то есть унция), одна большая точка.

Медная монета, а затем и серебряная монета по стоимости равнялась 1/10 статера.
Весила треть римской либры (109,15 г). Приравнивалась к одной пятой драхмы. Первоначально равна 1/240 таланта (= 109,15 г), позднее 1/120 таланта.

## Израильская литра
Упоминается в Талмуде как мера веса, равная 60 сиклям, то есть в качестве эквивалента мане (мины).

## Византийская литра
Византийская литра (византийский фунт) — эквивалент римской либры. Из одной литры золота чеканились 72 золотых солида.

## Русская литра
Как мера веса употреблялась в России для вывески шелка, цевочного золота и т. д. В таможенной новгородской грамоте 1586 г. упомянуты: большая, средняя и худая литры, которыми определена пошлина с шелка. Согласно Торговой книге, литра уравнивалась 1½ скаловым гривенкам, то есть 72 золотникам, и составляла ¾ большой гривенки.